# Медаль «За трудовую доблесть» (Минобороны)
Меда́ль «За трудову́ю до́блесть» — одна из восьми ведомственных наград Министерства обороны Российской Федерации.
Название было заимствовано из советской наградной системы, где также существовала медаль «За трудовую доблесть».
Была учреждена приказом Министра обороны Российской Федерации от 5 июня 2000 года № 310, с изменениями от 5 апреля 2014 года № 220 и от 27 октября 2016 года № 692.
Оставлена (с изменением ленты) в новой системе ведомственных наград приказом Министра обороны Российской Федерации от 14 декабря 2017 года № 777.

## Правила награждения
Согласно Положению (Приложение к приказу № 777), медалью «За трудовую доблесть» награждаются лица гражданского персонала Вооружённых Сил Российской Федерации:
- за безупречную и эффективную государственную гражданскую службу;
- за добросовестное исполнение трудовых обязанностей, продолжительную и безупречную работу.

Награждение медалью производится при наличии стажа (общей продолжительности) государственной гражданской службы (работы) в Министерстве обороны Российской Федерации (Вооруженных Силах Российской Федерации) не менее 15 лет.
Медалью могут награждаться другие граждане Российской Федерации, оказывающие содействие в решении задач, возложенных на Вооруженные Силы Российской Федерации в выполнении государственного оборонного заказа в интересах Министерства обороны Российской Федерации, при наличии стажа работы в организациях оборонно-промышленного комплекса не менее 15 лет.
Медаль носится на левой стороне груди и при наличии других медалей располагается после медали «За отличие в военной службе».
Рассмотрение кандидатов к награждению должно проводиться с привлечением профсоюзных организаций как представителей трудовых коллективов. Представления к награждению должны подписываться не только командиром, но и руководителем профсоюзной организации.
Награждение медалью производится Министром обороны Российской Федерации.

## Правила ношения
Медаль носится на левой стороне груди и располагается после государственных наград Российской Федерации и медали Минобороны РФ «За отличие в военной службе».

## Описание медали
Медаль изготавливается из тёмной бронзы, имеет форму круга диаметром 32 мм с выпуклым бортиком с обеих сторон. На лицевой стороне медали в центре — рельефное изображение штандарта Министра обороны Российской Федерации, обрамлённого дубовым венком. На оборотной стороне медали рельефная надпись: в центре — в две строки: «ЗА ТРУДОВУЮ ДОБЛЕСТЬ», по кругу в верхней части — «МИНИСТЕРСТВО ОБОРОНЫ», в нижней части — «РОССИЙСКОЙ ФЕДЕРАЦИИ».
Медаль при помощи ушка и кольца соединяется с пятиугольной колодкой, обтянутой шёлковой муаровой лентой шириной 24 мм. С правого края ленты оранжевая полоса шириной 8 мм окаймлена двумя чёрными полосами шириной 2 мм, левее — красная полоса шириной 12 мм, посередине которой — синяя полоса шириной 2 мм.

## История
Изготовление медали и удостоверения к нему изначально проводилось за счёт Минобороны России по статье вещевого обеспечения, с 2016 г. — по статье геральдического обеспечения.
Первоначально, c 2000 г. по 2016 г., основанием награждения являлись «отличия в выполнении трудовых обязанностей», «высокие достижения в области образования, культуры, искусства, охраны здоровья, научно-исследовательской деятельности, подготовки высококвалифицированных кадров», а с 2001 г. по 2016 г. также при условии, если стаж (общая продолжительность) государственной службы (работы) в Министерстве обороны Российской Федерации (Вооруженных Силах Российской Федерации) составлял не менее 10 лет, из них в органе военного управления представляющем к награждению не менее 2 лет.

## Дополнительные поощрения награждённым
Согласно пункту 3 приказа Министра обороны РФ от 14 декабря 2017 года № 777, Федеральному закону РФ «О ветеранах», а также принятым в его развитие подзаконным актам награждение медалью «За трудовую доблесть» даёт право на присвоение награждённому лицу звания «ветеран труда».